# (15012) 1998 QS92
A (15012) 1998 QS92 a Naprendszer kisbolygóövében található aszteroida. A LINEAR projekt keretében fedezték fel 1998. augusztus 28-án.